# Kana Nishino/Diskografie
Diese Diskografie ist eine Übersicht über die musikalischen Werke der japanischen Sängerin Kana Nishino. Den Schallplattenauszeichnungen zufolge hat sie bisher mehr als 28,1 Millionen Tonträger verkauft. Ihre erfolgreichste Veröffentlichung ist die Single Dear… / Maybe mit über 2,6 Millionen verkauften Einheiten.
Sie verkaufte bisher mehr als vier Millionen CDs und 50 Millionen Downloads allein in Japan.

## Alben

### Studioalben
| Jahr | Titel           | Höchstplatzierung, Gesamtwochen, AuszeichnungChartsChartplatzierungen (Jahr, Titel, Platzierungen, Wochen, Auszeichnungen, Anmerkungen) | Anmerkungen                                                    |
| Jahr | Titel           | JP | Anmerkungen                                                    |
| ---- | --------------- | --- | -------------------------------------------------------------- |
| 2009 | Love One.       | JP4 Platin · (85 Wo.)JP | Erstveröffentlichung: 24. Juni 2009 Verkäufe JP: + 250.000     |
| 2010 | To Love         | JP1 ×3Dreifachplatin · (104 Wo.)JP | Erstveröffentlichung: 23. Juni 2010 Verkäufe JP: + 750.000     |
| 2011 | Thank You, Love | JP1 ×2Doppelplatin · (69 Wo.)JP | Erstveröffentlichung: 22. Juni 2011 Verkäufe JP: + 500.000     |
| 2012 | Love Place      | JP2 Platin · (51 Wo.)JP | Erstveröffentlichung: 5. September 2012 Verkäufe JP: + 346.495 |
| 2014 | With Love       | JP1 Platin · (62 Wo.)JP | Erstveröffentlichung: 12. November 2014 Verkäufe JP: + 266.788 |
| 2016 | Just Love       | JP1 Platin · (67 Wo.)JP | Erstveröffentlichung: 13. Juli 2016 Verkäufe JP: + 306.428     |
| 2017 | Love It         | JP2 Gold · (39 Wo.)JP | Erstveröffentlichung: 15. November 2017 Verkäufe JP: + 142.984 |

### Kompilationen
| Jahr | Titel                                           | Höchstplatzierung, Gesamtwochen, AuszeichnungChartsChartplatzierungen (Jahr, Titel, Platzierungen, Wochen, Auszeichnungen, Anmerkungen) | Anmerkungen                                                    |
| Jahr | Titel                                           | JP | Anmerkungen                                                    |
| ---- | ----------------------------------------------- | --- | -------------------------------------------------------------- |
| 2013 | Love Collection: Pink                           | JP2 Platin · (92 Wo.)JP | Erstveröffentlichung: 4. September 2013 Verkäufe JP: + 314.271 |
| 2013 | Love Collection: Mint                           | JP1 Platin · (102 Wo.)JP | Erstveröffentlichung: 4. September 2013 Verkäufe JP: + 328.178 |
| 2015 | Secret Collection: Red                          | JP3 Gold · (21 Wo.)JP | Erstveröffentlichung: 18. November 2015 Verkäufe JP: + 112.922 |
| 2015 | Secret Collection: Green                        | JP2 Gold · (21 Wo.)JP | Erstveröffentlichung: 18. November 2015 Verkäufe JP: + 132.289 |
| 2018 | Love Collection 2: Pink                         | JP1 Gold · (27 Wo.)JP | Erstveröffentlichung: 21. November 2018 Verkäufe JP: + 114.299 |
| 2018 | Love Collection 2: Mint                         | JP2 Gold · (26 Wo.)JP | Erstveröffentlichung: 21. November 2018 Verkäufe JP: + 106.839 |
| 2024 | All Time Best: Love Collection 15th Anniversary | JP4 (39 Wo.)JP | Erstveröffentlichung: 14. Februar 2024                         |

### EPs
| Jahr | Titel      | Höchstplatzierung, Gesamtwochen, AuszeichnungChartsChartplatzierungen (Jahr, Titel, Platzierungen, Wochen, Auszeichnungen, Anmerkungen) | Anmerkungen                                                     |
| Jahr | Titel      | JP | Anmerkungen                                                     |
| ---- | ---------- | --- | --------------------------------------------------------------- |
| 2024 | Love Again | JP2 Gold · (10 Wo.)JP | Erstveröffentlichung: 18. September 2024 Verkäufe JP: + 100.000 |

## Singles
| Jahr | Titel Album | Höchstplatzierung, Gesamtwochen, AuszeichnungChartsChartplatzierungen (Jahr, Titel, Album, Platzierungen, Wochen, Auszeichnungen, Anmerkungen) | Anmerkungen |
| Jahr | Titel Album | JP | Anmerkungen |
| ---- | --- | --- | --- |
| 2007 | I: Merry Christmas Version Love One                                                                               | — | Erstveröffentlichung: 20. Dezember 2007 |
| 2008 | I Don’t Wanna Know Love One                                                                                       | — | Erstveröffentlichung: 1. Januar 2008 |
| 2008 | I Love One | JP155 (1 Wo.)JP | Erstveröffentlichung: 20. Februar 2008 Verkäufe JP: + 480 |
| 2008 | Glowly Days Love One                                                                                              | JP126 (2 Wo.)JP | Erstveröffentlichung: 23. April 2008 Verkäufe JP: + 1.044 |
| 2008 | Style. Love One                                                                                                   | JP57 (3 Wo.)JP | Erstveröffentlichung: 13. August 2008 Verkäufe JP: + 2.787 |
| 2009 | Make Up Love One                                                                                                  | JP119 (1 Wo.)JP | Erstveröffentlichung: 28. Januar 2009 Verkäufe JP: + 698 |
| 2009 | Tōkutemo (遠くても) Die größte Distanz Love One                                                                   | JP40 ×2Doppelplatin (Digital) + Platin (Mobile Downloads) · (12 Wo.)JP                                                                         | Erstveröffentlichung: 18. März 2009 Verkäufe JP: + 750.000; mit Wise                                                                                                  |
| 2009 | Kimi ni Aitaku Naru Kara (君に会いたくなるから) Meine Sehnsucht nach dir ist gewachsen Love One                   | JP19 ×2×3Doppelplatin (Klingelton) + Dreifachplatin (Mobile Downloads) · (8 Wo.)JP                                                             | Erstveröffentlichung: 3. Juni 2009 Verkäufe JP: + 1.250.000 |
| 2009 | Motto… (もっと...) Mehr… To Love                                                                                  | JP6 ×3Diamant (Digital) + Dreifachplatin (Klingelton) · (31 Wo.)JP                                                                             | Erstveröffentlichung: 21. Oktober 2009 · Verkäufe JP: + 2.250.000 · + JP: ×2Doppelplatin (Mobile Downloads) , + JP: Gold (Streaming)                                  |
| 2009 | Dear… / Maybe To Love                                                                                             | JP7 ×3Diamant (Digital) + Dreifachplatin (Klingelton) · (23 Wo.)JP                                                                             | Erstveröffentlichung: 2. Dezember 2009 · Verkäufe JP: + 2.600.000 · + JP: ×3Dreifachplatin (Mobile Downloads) , + JP: Gold (Mobile Downloads), + JP: Gold (Streaming) |
| 2010 | Best Friend Love One                                                                                              | JP3 Gold + Diamant (Digital) · (23 Wo.)JP | Erstveröffentlichung: 24. Februar 2010 · Verkäufe JP: + 2.100.000 · + JP: Diamant (Klingelton), + JP: Gold (Streaming)                                                |
| 2010 | Aitakute Aitakute (会いたくて 会いたくて) Ich will dich sehen… Love One                                           | JP2 Gold + Diamant (Klingelton) · (25 Wo.)JP                                                                                                   | Erstveröffentlichung: 19. Mai 2010 · Verkäufe JP: + 2.200.000 · + JP: Diamant (Mobile Downloads), + JP: Gold (Downloads), + JP: Platin (Streaming)                    |
| 2010 | If Thank You, Love                                                                                                | JP5 Gold + Diamant (Digital) · (24 Wo.)JP | Erstveröffentlichung: 4. August 2010 · Verkäufe JP: + 1.850.000 · + JP: ×3Dreifachplatin (Klingelton) , + JP: Platin (Streaming)                                      |
| 2010 | Kimi tte (君って) Du Thank You, Love                                                                              | JP3 Gold + Diamant (Digital) · (21 Wo.)JP | Erstveröffentlichung: 3. November 2010 · Verkäufe JP: + 2.100.000 · + JP: Diamant (Klingelton), + JP: Gold (Streaming)                                                |
| 2011 | Distance Thank You, Love                                                                                          | JP3 ×2Gold + Doppelplatin (Klingelton) · (15 Wo.)JP                                                                                            | Erstveröffentlichung: 9. Februar 2011 · Verkäufe JP: + 850.000 · + JP: Platin (Mobile Downloads)                                                                      |
| 2011 | Esperanza Thank You, Love                                                                                         | JP5 ×2Doppelplatin (Digital) · (8 Wo.)JP | Erstveröffentlichung: 18. Mai 2011 Verkäufe JP: + 500.000 |
| 2011 | Tatoe Donna ni… (たとえ どんなに...) Egal wie… Love Place                                                         | JP5 ×3Gold + Dreifachplatin (Digital) · (23 Wo.)JP                                                                                             | Erstveröffentlichung: 9. November 2011 · Verkäufe JP: + 1.350.000 · + JP: ×2Doppelplatin (Klingelton) ; + JP: Gold (Streaming)                                        |
| 2012 | Sakura, I Love You? Love Place                                                                                    | JP6 Platin (Digital) · (10 Wo.)JP | Erstveröffentlichung: 7. März 2012 Verkäufe JP: + 250.000 |
| 2012 | Watashi-tachi (私たち) Wir Love Place                                                                             | JP6 Platin (Digital) · (12 Wo.)JP | Erstveröffentlichung: 23. Mai 2012 Verkäufe JP: + 250.000 |
| 2012 | Go for It!! Love Place                                                                                            | JP7 ×2Doppelplatin (Digital) + Gold (Streaming) · (9 Wo.)JP                                                                                    | Erstveröffentlichung: 25. Juli 2012 Verkäufe JP: + 500.000 |
| 2012 | Always Love Collection: Mint                                                                                      | JP6 Gold (Downloads) + Gold (Streaming) · (13 Wo.)JP                                                                                           | Erstveröffentlichung: 7. November 2012 Verkäufe JP: + 100.000 |
| 2013 | Believe Love Collection: Mint                                                                                     | JP7 Platin (Digital) · (11 Wo.)JP | Erstveröffentlichung: 5. Juni 2013 Verkäufe JP: + 250.000 |
| 2013 | Namidairo (涙色) Die Farbe der Tränen Love Collection: Pink                                                       | JP14 Platin (Digital) · (6 Wo.)JP | Erstveröffentlichung: 7. August 2013 Verkäufe JP: + 250.000 |
| 2013 | Sayōnara (さよなら) Auf Wiedersehen With Love                                                                     | JP4 Platin (Digital) · (15 Wo.)JP | Erstveröffentlichung: 23. Oktober 2013 Verkäufe JP: + 250.000 |
| 2014 | We Don’t Stop With Love                                                                                           | JP2 Platin (Digital) · (12 Wo.)JP | Erstveröffentlichung: 21. Mai 2014 Verkäufe JP: + 250.000 |
| 2014 | Darling With Love                                                                                                 | JP6 ×3Dreifachplatin (Digital) + Gold (Streaming) · (20 Wo.)JP                                                                                 | Erstveröffentlichung: 13. August 2014 Verkäufe JP: + 750.000 |
| 2014 | Suki (好き) Liebe With Love                                                                                       | JP9 Platin (Digital) · (6 Wo.)JP | Erstveröffentlichung: 15. Oktober 2014 Verkäufe JP: + 250.000 |
| 2015 | Moshimo Unmei no Hito ga Iru no Nara (もしも運命の人がいるのなら) Wenn ich einen Seelenverwandten hätte Just Love | JP11 ×2Doppelplatin (Digital) · (25 Wo.)JP | Erstveröffentlichung: 29. April 2015 · Verkäufe JP: + 500.000, + JP: Gold (Streaming)                                                                                 |
| 2015 | Torisetsu (トリセツ) Bedienungsanleitung Just Love                                                                | JP6 Gold + Diamant (Digital) · (40 Wo.)JP | Erstveröffentlichung: 9. September 2015 · Verkäufe JP: + 1.100.000 · + JP: Platin (Streaming)                                                                         |
| 2016 | Anata no Sukina Tokoro (あなたの好きなところ) Deine Lieblingsorte Just Love                                       | JP5 Gold (Digital) · (10 Wo.)JP | Erstveröffentlichung: 27. April 2016 Verkäufe JP: + 100.000 |
| 2016 | Dear Bride Love It                                                                                                | JP9 Platin (Digital) + Gold (Streaming) · (24 Wo.)JP                                                                                           | Erstveröffentlichung: 26. Oktober 2016 Verkäufe JP: + 250.000 |
| 2017 | Pa (パッ) Love It                                                                                                 | JP5 Gold (Digital) · (12 Wo.)JP | Erstveröffentlichung: 3. Mai 2017 Verkäufe JP: + 100.000 |
| 2017 | Girls Love It | JP7 (8 Wo.)JP | Erstveröffentlichung: 26. Juli 2017 Verkäufe JP: + 21.086 |
| 2017 | Te wo Tsunagu Riyū (手をつなぐ理由) Grund für das Händchenhalten Love It                                          | JP7 (6 Wo.)JP | Erstveröffentlichung: 18. Oktober 2017 Verkäufe JP: + 19.710 |
| 2018 | I Love You (アイラブユー) Ich liebe dich Love Collection 2 ～pink～                                               | JP8 Gold (Streaming) · (9 Wo.)JP | Erstveröffentlichung: 18. April 2018 Verkäufe JP: + 24.390 |
| 2018 | Bedtime Story Love Collection 2 ～mint～                                                                          | JP7 Gold (Digital) · (12 Wo.)JP | Erstveröffentlichung: 12. September 2018 Verkäufe JP: + 100.000 |

Weitere Lieder
- 2009: Kimi no Koe o (君の声を) Your Voice (feat. Verbal (M-Flo), JP: Platin (Mobile Downloads))
- 2010: One Way Love (JP: Gold (Mobile Downloads))
- 2010: Love is Blind (JP: Platin (Digital))
- 2010: Love & Smile (JP: Gold (Digital))
- 2010: Kono Mama de (このままで) (JP: Platin (Mobile Downloads), JP: Gold (Streaming))
- 2011: Alright (JP: Gold (Digital))
- 2012: Be Strong (JP: Gold (Digital))
- 2012: Happy Song (JP: Gold (Downloads))
- 2015: No. 1 (JP: Platin (Digital), JP: Gold (Streaming))
- 2016: Have a Nice Day (JP: Gold (Digital))
- 2016: Kimi ga Suki (君が好き) (JP: Gold (Digital))

## Videoalben und Musikvideos

### Videoalben
| Jahr | Titel                                         | Höchstplatzierung, Gesamtwochen, AuszeichnungChartsChartplatzierungen (Jahr, Titel, Platzierungen, Wochen, Auszeichnungen, Anmerkungen) | Anmerkungen                             |
| Jahr | Titel                                         | JP | Anmerkungen                             |
| ---- | --------------------------------------------- | --- | --------------------------------------- |
| 2011 | Kanayan Tour 2011: Summer                     | JP4 (47 Wo.)JP | Erstveröffentlichung: 7. Dezember 2011  |
| 2012 | Love Voyage: A Place of My Heart              | JP6 (13 Wo.)JP | Erstveröffentlichung: 19. Dezember 2012 |
| 2013 | Kanayan Tour 2012: Arena                      | JP2 (33 Wo.)JP | Erstveröffentlichung: 17. April 2013    |
| 2013 | MTV Unplugged Kana Nishino                    | JP10 (12 Wo.)JP | Erstveröffentlichung: 17. April 2013    |
| 2014 | Love Collection Tour: Pink & Mint             | JP2 (72 Wo.)JP | Erstveröffentlichung: 9. Juli 2014      |
| 2016 | With Love Tour                                | JP2 (44 Wo.)JP | Erstveröffentlichung: 3. Februar 2016   |
| 2017 | Just Love Tour                                | JP1 (34 Wo.)JP | Erstveröffentlichung: 12. April 2017    |
| 2018 | Kana Nishino Dome Tour 2017 “Many Thanks”     | JP2 (41 Wo.)JP | Erstveröffentlichung: 21. Februar 2018  |
| 2018 | Love It: 10th Anniversary                     | JP3 (15 Wo.)JP | Erstveröffentlichung: 26. Dezember 2018 |
| 2019 | Kana Nishino Love Collection Live 2019        | JP1 (23 Wo.)JP | Erstveröffentlichung: 24. April 2019    |
| 2024 | MV Collection: All Time Best 15th Anniversary | JP2 (24 Wo.)JP | Erstveröffentlichung: 14. Februar 2024  |

### Musikvideos
1. I
2. Glowly Days
3. Style.
4. Make Up
5. Kimi ni Aitaku Naru Kara (君に会いたくなるから)
6. Motto… (もっと…)
7. Dear…
8. Best Friend
9. Aitakute Aitakute (会いたくて 会いたくて)
10. If
11. Kimi tte (君って)
12. Distance
13. Esperanza
14. Alright
15. Tatoe Donna ni… (たとえ どんなに...)
16. Sakura, I Love You?
17. Watashitachi (私たち)
18. Go for It!!
19. Be Strong
20. Always
21. Believe
22. Namidairo (涙色)
23. Sayōnara (さよなら)
24. We Don’t Stop
25. Darling
26. Suki (好き)
27. Koisuru Kimochi (恋する気持ち)
28. Moshimo Unmei no Hito ga Iru no Nara (もしも運命の人がいるのなら)
29. Torisetsu (トリセツ)
30. No.1
31. A-Gata no Uta (A型のうた)
32. Anata no Sukina Tokoro (あなたの好きなところ)
33. Have a Nice Day
34. I Wanna See You Dance
35. Dear Bride
36. Pa (パッ)
37. Girls
38. Te wo Tsunagu Riyū (手をつなぐ理由)
39. I Love You (アイラブユー)
40. Bedtime Story
41. Mama

- Zusammenarbeiten

1. Tōkutemo (遠くても) (mit Wise)
2. Aenaku Demo (会えなくても) (mit Wise)
3. Kimi no Koe o (君の声を) mit Verbal
4. Brave Heart (mit Nerdhead)
5. Mafuyu no Orion (真冬のオリオン) (mit Infinity16 & Minmi)
6. By Your Side (mit Wise)

## Statistik

### Chartauswertung
|                     | JP     |
| ------------------- | ------ |
| Nummer-eins-Alben   | JP6JP  |
| Top-10-Alben        | JP15JP |
| Alben in den Charts | JP15JP |

|                       | JP     |
| --------------------- | ------ |
| Nummer-eins-Singles   | JP—JP  |
| Top-10-Singles        | JP26JP |
| Singles in den Charts | JP34JP |

|                          | JP     |
| ------------------------ | ------ |
| Nummer-eins-Videoalben   | JP2JP  |
| Top-10-Videoalben        | JP11JP |
| Videoalben in den Charts | JP11JP |

### Auszeichnungen für Musikverkäufe
Anmerkung: Auszeichnungen in Ländern aus den Charttabellen bzw. Chartboxen sind in ebendiesen zu finden.
| Land/RegionAuszeichnungen für Musikverkäufe (Land/Region, Auszeichnungen, Verkäufe, Quellen) | Gold       | Platin       | Diamant       | Verkäufe   | Quellen            |
| -------------------------------------------------------------------------------------------- | ---------- | ------------ | ------------- | ---------- | ------------------ |
| Japan (RIAJ)                                                                                 | 39× Gold39 | 66× Platin66 | 10× Diamant10 | 28.100.000 | riaj.or.jp JP2 JP3 |
| Insgesamt                                                                                    | 39× Gold39 | 66× Platin66 | 10× Diamant10 |            |                    |

## Lieder
1. I
2. In Stereo
3. Just a Friend
4. Glowly Days
5. Celtic
6. Yami Yami Day
7. Style.
8. Stamp
9. September 1st
10. Make Up
11. Kirari
12. Sherie
13. Make
14. Girls Just Want to Have Fun
15. Kimi ni Aitaku Naru Kara (君に会いたくなるから)
16. Again
17. Doll
18. Girlfriend
19. Life Goes On…
20. Candy
21. Motto… (もっと…)
22. Missing You
23. Dear My Friends
24. Dear…
25. Maybe
26. Best Friend
27. One Way Love
28. Kon’ya wa Party Up (今夜はParty Up)
29. Aitakute Aitakute (会いたくて 会いたくて)
30. Love Is Blind
31. Grab Bag
32. Hey Boy
33. Love & Smile
34. Kono Mama de (このままで)
35. Wrong
36. Come On Yes Yes Oh Yeah!!
37. You Are the One
38. If
39. I’ll Be There
40. Beautiful
41. Kimi tte (君って)
42. Christmas Love
43. Girls Girls
44. Distance
45. Beloved
46. Call Me Up
47. Esperanza
48. Thinking of You
49. Only One
50. Clap Clap!!
51. Together
52. Flower
53. Every Boy Every Girl
54. Where Are You?
55. Alright
56. Wishing
57. Tatoe Donna ni… (たとえ どんなに...)
58. Just the Way You Are
59. Secret
60. Sakura, I Love You?
61. My Baby
62. Sweet Sweet
63. Watashitachi (私たち)
64. Happy Half Year!
65. Love like Crazy
66. Go for It!!
67. Talk to Me
68. Summer Time
69. Day 7
70. Be Strong
71. Love Song
72. Fantasy
73. Is This Love?
74. Honey
75. Kiss & Hug
76. My Place
77. Always
78. Happy Song
79. Love You, Miss You
80. Believe
81. Rainbow
82. Story
83. Namidairo (涙色)
84. Game Over
85. Can’t Stop, Won’t Stop
86. Join Us!
87. Lights, Camera, Action
88. Sweet Dreams
89. Happy Happy
90. Sayōnara (さよなら)
91. Brand New Me
92. We Don’t Stop
93. Happy Birthday
94. 25
95. Darling
96. Love & Joy
97. Still Love You
98. Suki (好き)
99. Never Know
100. I Say No
101. Koisuru Kimochi (恋する気持ち)
102. Love Is All We Need
103. Gomen ne (ごめんね)
104. Tough Girl
105. Abracadabra
106. Stand Up
107. Moshimo Unmei no Hito ga Iru no Nara (もしも運命の人がいるのなら)
108. Lucky
109. Shut Up
110. Torisetsu (トリセツ)
111. A-Gata no Uta (A型のうた)
112. True Love
113. This Is Love
114. Unzari
115. No.1
116. This Is How We Do It
117. Anata no Sukina Tokoro (あなたの好きなところ)
118. A Ha Ha
119. Thank You Very Much
120. You & Me
121. Have a Nice Day
122. Yeah
123. Wish Upon a Star
124. Kimi ga Suki (君が好き)
125. Holiday
126. I Wanna See You Dance
127. Set Me Free
128. Life Is Good
129. Dear Bride
130. Merry Christmas
131. Pa (パッ)
132. 27
133. Work
134. Girls
135. Go Fight Win!
136. Yokubari
137. Te wo Tsunagu Riyū (手をつなぐ理由)
138. One More Time
139. Drive Away
140. We’re the Miracles
141. Happy Time
142. Best Friends Forever
143. Liar
144. Meow
145. Smartphone (スマホ)
146. Love
147. I Love You (アイラブユー)
148. Tomodachi (友だち)
149. P.O.P
150. Bedtime Story
151. Bathtime Song (バスタイム・ソング)
152. Oyasumi (おやすみ)
153. Into You
154. Dear Santa
155. Mama
156. 29

- Zusammenarbeiten

1. I Love Koi feat. Karutetto
2. Kono Kyoku Tomarumade wa… feat. Taro Soul
3. Tōkutemo (遠くても) feat. Wise
4. Saturday Night feat. Giorgio 13
5. Aenaku Demo (会えなくても) feat. Wise
6. Shitsuren Mode (失恋モード) feat. Wise
7. Kimi no Koe wo (君の声を) feat. Verbal (M-Flo)
8. Yours Only: Maison de M-Flo feat. Wise
9. Brave Heart feat. Nerdhead
10. Summer Girl feat. Minmi
11. Mafuyu no Orion (真冬のオリオン) feat. Infinity16 & Minmi
12. By Your Side feat. Wise

- Übergänge

1. Prologue: Kirari
2. Epilogue: Love One.
3. Prologue: What a Nice
4. Epilogue: To Love
5. Prologue: Sunrise
6. Epilogue: Thank You, Love
7. Prologue: Welcome
8. Epilogue: Love Place
9. Prologue: You & Me
10. Epilogue: With Love
11. Prologue: Let’s Go
12. Epilogue: Just Love
13. Prologue: Humming
14. Epilogue: Love It